# زيلبور أخشن
زيلبور أخشن (الاسم العلمي:Xyleborus asperrimus) هو نوع من الحشرات يتبع جنس الزيلبور من فصيلة السوسية الحقيقية.